# Termitonidia lunata
Termitonidia lunata är en skalbaggsart som beskrevs av Charles Hamilton Seevers 1938. Termitonidia lunata ingår i släktet Termitonidia och familjen kortvingar. Inga underarter finns listade i Catalogue of Life.